# KHTML
KHTML – silnik wyświetlania (tzw. renderowania) stron internetowych przeglądarki Konqueror, ceniony za wysoką zgodność ze standardami internetowymi rekomendowanymi przez konsorcjum W3C i niewielką ilość zajmowanej pamięci.
Silnik KHTML stworzony został dla przeglądarki Konqueror, obecnie wykorzystywany jest także w przeglądarkach:
- dla AtheOS/Syllable:
  - ABrowse
- dla MorphOS:
  - Sputnik
- dla SymbianOS:
  - MiniMap

Silnik KHTML został napisany w języku C++ i jest rozpowszechniany na warunkach licencji GNU LGPL. Obsługuje HTML 4, HTML 5, XHTML, CSS 1, 2 i 3, DOM i JavaScript, oraz wtyczki Netscape/Mozilli (Flash, Java itp.). Do silnika KHTML wprowadzono także kilka niestandardowych elementów zwiększających zgodność z Internet Explorerem.